# San Miniato Basso
San Miniato Basso is een plaats (frazione) in de Italiaanse gemeente San Miniato.